# Horní Břečkov
Horní Břečkov är en ort i Tjeckien.   Den ligger i regionen Södra Mähren, i den sydöstra delen av landet, 170 km sydost om huvudstaden Prag. Horní Břečkov ligger 404 meter över havet och antalet invånare är 277.
Terrängen runt Horní Břečkov är platt, och sluttar österut.Runt Horní Břečkov är det ganska glesbefolkat, med 22 invånare per kvadratkilometer. Närmaste större samhälle är Znojmo, 11,6 km öster om Horní Břečkov. Trakten runt Horní Břečkov består till största delen av jordbruksmark.